# 1994年女子バスケットボール世界選手権
1994年女子バスケットボール世界選手権は、1994年にオーストラリアシドニー・エンターテイメント・センターなどで行われた第12回女子バスケットボール世界選手権。
ブラジルが初優勝を決め、これまで続いた米国・ソ連の2強による寡占を打ち破った大会であった。

## 最終結果
| 1994年世界選手権 優勝国: |
| ------------------------ |
| ブラジル 初優勝          |

| 順位 | 国               |
| ---- | ---------------- |
| 2    | 中国             |
| 3    | アメリカ合衆国   |
| 4    | オーストラリア   |
| 5    | スロバキア       |
| 6    | キューバ         |
| 7    | カナダ           |
| 8    | スペイン         |
| 9    | フランス         |
| 10   | 韓国             |
| 11   | イタリア         |
| 12   | 日本             |
| 13   | ポーランド       |
| 14   | 中華台北         |
| 15   | ニュージーランド |
| 16   | ケニア           |